# Pierre Patel
Pierre Patel (Chauny, 1605 - París, 5 d'agost de 1676) va ser un pintor francès, considerat un dels paisatgistes més dotats de la seva generació i va estar involucrat en grans projectes, entre ells el del Cabinet de l'Amour, a l'Hotel Lambert (París), juntament Simon Vouet i Eustache Le Sueur. De vegades és conegut com a Pierre Patel el Vell per distingir del seu fill.
Va ser inclòs en el gremi de Sant-Germain-des-Prés en 1635, i el 1633 a l'Académie de Saint-Luc de Paris Va ser deixeble de Simon Vouet, encara que la influència més directa que va rebre va ser la de Claude Lorrain, que l'havia vist a Paris. Com aquest, es va especialitzar en el paisatgisme, amb un tipus de representacions de tipus classicista on el paisatge és evocador d'una serenitat que té els seus referents en l'idealisme de la tradició clàssica grecoromana, com es posa de manifest per la representació de ruïnes clàssiques, que donen un toc pintoresc.
El seu fill, Pierre-Antoine Patel, anomenat Pierre Patel el Jove (1648-1708), també va ser reconegut pintor de ruïnes.